# Östra Höle
Östra Höle är en bebyggelse i Rengsjö socken. i Bollnäs kommun. År 1990 avgränsade SCB här en småort, som sedan 2020 avregistrerades då avstånden mellan byggnaderna blivit för långt.